# Stichoptera
Stichoptera (лат.) — подрод травяных листоедов подсемейства хризомелин, семейства листоедов.

## Описание
Надкрылья в грубой ямковидной пунктировке. Вершинный членик щупиков расширен у обоих полов. Питаются на растениях семейства норичниковые. В кариотипе от 12 до 17 пар хромосом.

## Классификация
В состав подрода включают 12 видов
- Chrysolina colasi (Cobos, 1952)
- Chrysolina grancanariensis (Lindberg, 1953)
- Chrysolina gypsophilae (Küster, 1845)
- Chrysolina jacobyi (Baly, 1878)
- Chrysolina kuesteri (Helliesen, 1912)
- Chrysolina latecincta (Demaison, 1896)
- Chrysolina lucidicollis (Küster, 1845)
- Chrysolina mactata (Fairmaire, 1859)
- Chrysolina pavlenkoi (Jacobson, 1924)
- Chrysolina rossia (Illiger, 1802)
- Chrysolina sanguinolenta (Linnaeus, 1758)
- Chrysolina stachydis (Genè, 1839)
- Chrysolina variolosa (Petagna, 1819)

## Распространение
Представители подрода встречаются в Европе, Малой Азии, на Кавказе, Сибири, Монголии, Китае и Дальнем Востоке.